# Indirizzi di fedeltà dei comuni trentini a Vittorio Emanuele II nel 1866
Gli indirizzi di fedeltà dei comuni trentini liberati dalle truppe italiane a Vittorio Emanuele II nel 1866 furono un episodio della Terza guerra d'indipendenza italiana.
Consistettero in una petizione dei rappresentanti delle amministrazioni comunali e del clero dei comuni del Trentino indirizzata al re d'Italia Vittorio Emanuele II, al fine di ottenere il trasferimento dei loro territori dalla sovranità dell'Impero austriaco a quella del Regno d'Italia.

## Presupposti
Dopo la vittoriose battaglie di Bezzecca di Giuseppe Garibaldi e di Levico di Giacomo Medici, la liberazione di Trento sembrava a tutti gli osservatori una questione di pochi giorni, ma la guerra ormai volgeva al termine. La Prussia, vincitrice a Sadowa, non volendo umiliare ulteriormente l'Austria e temendo un'offensiva francese sul Reno, il 26 luglio prorogava una sospensione d'armi con Vienna. La notizia giunse anche nella Valle del Chiese liberata, per cui un gruppo di patrioti, riuniti a Storo in casa del possidente Francesco Cortella e guidati dal capitano Ergisto Bezzi, temendo che i comuni trentini delle Giudicarie liberati rimanessero esclusi dall'annessione all'Italia si mobilitarono a redigere, tramite una prima lettera a Giuseppe Garibaldi, una petizione ufficiale di "fedeltà" a Vittorio Emanuele II, facendola poi sottoscrivere ai vari rappresentanti comunali e al clero locale.

## Il testo della petizione
A Giuseppe Garibaldi:
(R. Gasperi, Per Trento e Trieste. L'amara prova del 1866, 2 voll. Trento 1968)
A Vittorio Emanuele II:
(R. Gasperi, Per Trento e Trieste. L'amara prova del 1866, 2 voll. Trento 1968)

## I comuni firmatari
Siglarono i due protocolli diversi comuni; i loro nominativi sono raccolti nella copia del telegramma che Garibaldi inviò da Cologna a Firenze, al Presidente del consiglio Bettino Ricasoli il 31 luglio 1866, ripetuto subito al generale Alfonso La Marmora presso il quartier generale del Regio Esercito a Padova.
Firmarono Storo, Darzo, Lodrone, Magasa, Tiarno di Sopra, Tiarno di Sotto, Ledro, Bezzecca, Pieve di Ledro, Molina, Legos, Biacesa, Prè, Mezzolago, Lenzumo, Enguiso, Locca, Bondone, Condino, Cimego, Cologna, Creto, Bono, Daone, Tione, Bersone, Brione e Strada.
Nell'elenco non sono contemplati, ma sottoscrissero i documenti secondo quanto sostenuto da alcuni patrioti trentini, i comuni di Barcesina, Piazza e Turano, che però aderì solamente alla petizione rivolta a Garibaldi. Non aderirono i comuni di Castel Condino, Agrone, Praso, Por, Pranzo, Campi e Deva, queste ultime due frazioni di Riva del Garda.
Anche i comuni della Valsugana, liberati dal corpo di spedizione di Giacomo Medici, si comportarono allo stesso modo di quelli giudicariesi inviando degli indirizzi di "fedeltà" al re d'Italia.

## La ricerca del consenso
Secondo alcuni storici, il consenso dei consiglieri comunali e soprattutto quello del clero giudicariese fu estorto da alcuni garibaldini con pressioni politiche, talvolta con minacce verbali. A Magasa e a Turano si adoperò con solerzia per la raccolta delle firme necessarie l'oste di Capovalle, Venturino Giorgi; secondo la relazione che il pretore Adolfo Strele di Condino inviò il 20 agosto al consigliere aulico di Trento conte von Hohenwart: "[…] In qual modo venissero raccolte le sottoscrizioni dell'indirizzo, si può desumere dagli annessi nove protocolli e deve recare meraviglia come ne siano stati incaricati un di Storo, dal 1859 in qua profugo politico, e un di Hano, due persone di perduta fama e senza il minimo ascendente, ma bensì capaci di minacce".
Nel comune di Bondone le cose non andarono diversamente: "Il giorno 29 luglio compariva nella cancelleria del Municipio due individui vestiti in civile, e con un atto già esteso chiedeva il voto favorevole di unirsi al Re d'Italia. Gran parte della Rappresentanza rifiutava… Più fortemente montava in furia uno di questi individui, e con minacce pericolose costringeva i membri a firmare, spiegandosi che a ora di notte vi sarebbe giunti una grande quantità di Garibaldini a spese del Comune, e a tale minaccia si firmava. Però non sono un voto naturale, contro la volontà d'ogni singolo membro del paese e della rappresentanza".
A Storo accadde la stessa situazione: "[…] Sotto la pressione di una forza insolente e circondati da scaltri insediatori, nol neghiamo, abbiamo firmato atti, pei quali il rossore ci copre il volto, e ci fa amaro rimprovero la coscienza. Ma giuriamo che tali firme furono estorte da ingiusta violenza, ed oggi protestiamo solennemente contro quelli atti, dichiarando pubblicamente che in quelli atti stessi il nostro cuore era Vostro, o I. R. Apostolica Maestà".
A conferma, che la popolazione trentina-tirolese non fosse realmente bendisposta verso le truppe italiane, Eugenio Checchi, garibaldino che partecipò agli eventi militari, descrisse nel suo diario riguardo ai trentini:" Ci guardavano di traverso, ci rispondevano male, si capiva da lontano che eravamo ospiti mal graditi". 

## Conclusione
La pace di Vienna del 3 ottobre chiuse la guerra con la cessione all'Italia del Veneto ma non del Trentino, la restituzione degli archivi e delle opere d'arte trafugate, tra le quali la famosa Corona ferrea dei re longobardi, e la concessione di una completa amnistia politico-militare di cui beneficiarono coloro che avevano collaborato con il Corpo Volontari Italiani, ivi comprese le Deputazioni comunali e il clero che avevano siglato i due storici documenti.
Con il ritorno definitivo degli austriaci, i rappresentanti di ogni comune trentino che avevano aderito agli indirizzi di fedeltà furono obbligati dalla metà di agosto, tramite le preture di appartenenza, di giustificare nel minor tempo possibile con una petizione all'imperatore Francesco Giuseppe i motivi che li avevano spinti all'adesione politica, chiedendo perdono e dichiarando fedeltà agli Asburgo.